# Carl Kappus

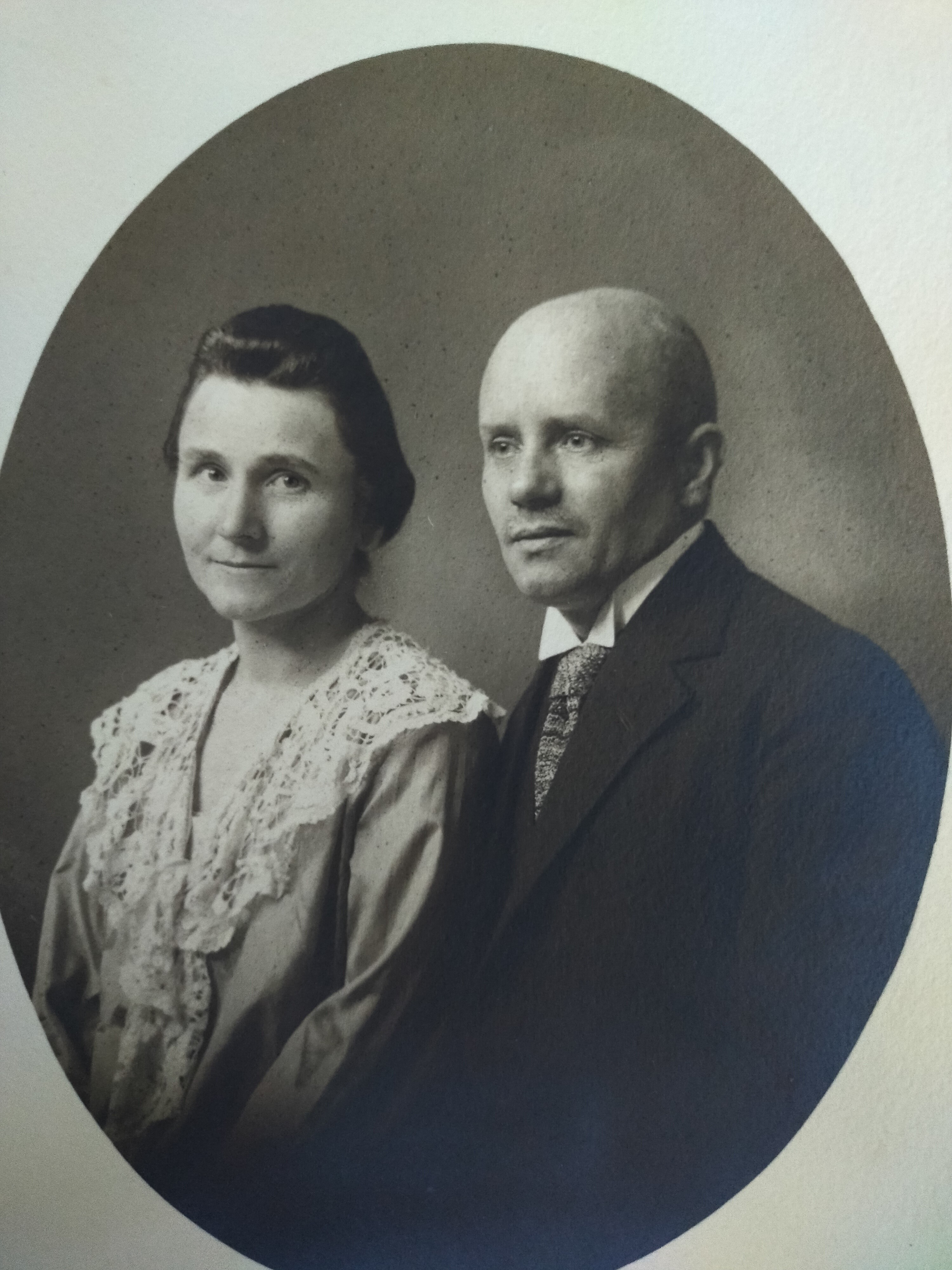
Carl Kappus (rechts) mit seiner Ehefrau Else geb. Malten

Carl Ludwig Kappus (* 6. März 1879 in Frankfurt am Main; † 17. Mai 1951 in Berlin) war ein deutscher Sprachwissenschaftler und Gymnasiallehrer. Von 1929 bis 1949 leitete er das Arndt-Gymnasium Dahlem.

## Leben

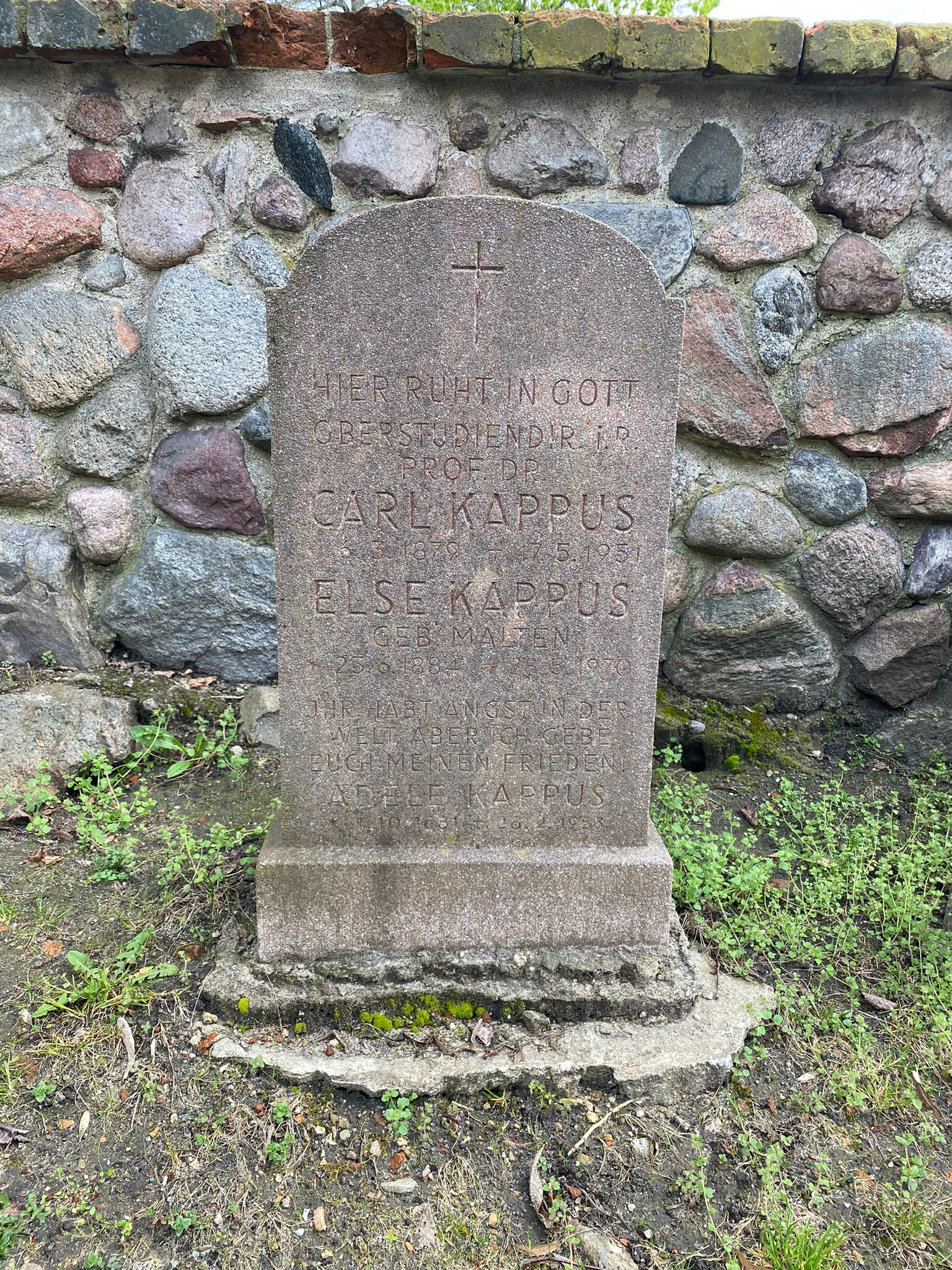
Grabstätte auf dem St.-Annen-Kirchhof

Carl (auch Karl) Kappus, der Sohn des Bankbeamten Heinrich Hector Kappus, besuchte die Adlerflychtschule und das Goethe-Gymnasium zu Frankfurt am Main und studierte nach der Reifeprüfung (17. September 1898) zwei Semester lang Klassische Philologie und Französisch an der Philipps-Universität Marburg. Hier wurde er Mitglied des Akademisch-Neuphilologischen Vereins, der späteren Marburger Burschenschaft Rheinfranken, der er bis zu seinem Tode angehören sollte. Das Wintersemester 1899/1900 und das Sommersemester 1900 verbrachte er an der Friedrich-Wilhelms-Universität Berlin, wo er sich neben der Klassischen Philologie (als Teilnehmer am Proseminar) vor allem auf die Sprachwissenschaft konzentrierte. Nach Marburg zurückgekehrt, trat er dort in das Philologische und Romanistische Seminar ein und bereitete sich auf das Examen vor. Am 9. September 1903 wurde er mit einer Dissertation über den indogermanischen Ablativ, die von Ferdinand Justi betreut wurde, zum Dr. phil. promoviert. Am 19. Februar 1904 folgte das erste Staatsexamen für das höhere Lehramt, in dem Kappus die Lehrberechtigung für die Fächer Griechisch und Französisch (für alle Klassen) sowie Latein (bis Unterstufe II) erhielt; für Latein erwarb er in einer Erweiterungsprüfung am 6. Februar 1906 die unbeschränkte Lehrberechtigung.
Den Vorbereitungsdienst absolvierte Kappus in seiner Heimatstadt: ab dem 1. April 1904 das Seminarjahr am Goethe-Gymnasium, ein Jahr später das Probejahr am Kaiser-Friedrichs-Gymnasium. Gleich im Abschluss erhielt er eine Festanstellung als Oberlehrer am Königlichen Gymnasium in Wiesbaden. Ab dem 1. Oktober 1912 unterrichtete er am Prinz-Heinrichs-Gymnasium in Berlin, wo er aber ab 1916 als Erzieher der beiden ältesten Söhne des preußischen Kronprinzen (Wilhelm und Louis Ferdinand) beurlaubt war. Weitere Anstellungen führten ihn an das Viktoria-Gymnasium in Potsdam (1. Januar 1919) und an das Realgymnasium in Berlin-Grunewald (1. April 1919). Zum 1. Juli 1925 übernahm er als Oberstudiendirektor die Leitung des Joachimsthalschen Gymnasiums in Templin (1. Juli 1925), zum 1. Oktober 1929 wechselte er in derselben Eigenschaft an das Arndt-Gymnasium in Berlin-Dahlem, das er bis zu seinem Eintritt in den Ruhestand (1949) leitete. 1931 wurde er Mitglied des wissenschaftlichen Prüfungsamtes in Berlin. Ab 1948 hielt er an der Freien Universität Berlin Sprachübungen ab, seit dem 26. Januar 1949 als Honorarprofessor.
Kappus setzte seine sprachwissenschaftliche Arbeit neben dem Schuldienst stets fort. Er verfasste zusammen mit anderen Gymnasiallehrern das lateinische Lehrwerk Ludus Latinus, das von 1927 bis 1930 vier Auflagen erlebte. Außerdem bearbeitete er die griechische Grammatik von Adolf Kaegi und eine deutsche Übersetzung von Sophokles’ Ödipus, die von seinem akademischen Lehrer Ulrich von Wilamowitz-Moellendorff stammte. Kappus beherrschte mindestens zwölf Sprachen, unter anderem Latein, Griechisch, Mittelpersisch, Französisch, Englisch, Russisch, Serbokroatisch, Bulgarisch, Rumänisch und Albanisch.
Carl Kappus war verheiratet mit Else Kappus, geb. Malten (1884–1970). Der klassische Philologe und Hochschullehrer Ludolf Malten war sein Schwager. Kappus starb 1951 im Alter von 72 Jahren in Berlin und wurde auf dem St.-Annen-Kirchhof in Berlin-Dahlem beigesetzt. Das Grab ist erhalten.

## Schriften (Auswahl)
- Der indogermanische Ablativ. Marburg 1903 (Dissertation)
- mit Werner Hartke und Gerhard Salomon: Ludus Latinus. Lateinische Grammatik. Leipzig 1927. 2. Auflage 1928. 3. verbesserte Auflage 1929. 4. Auflage 1930